# Сибилья, Энрико
Энрико Сибилья (итал. Enrico Sibilia; 17 марта, 1861 Ананьи, Папская область — 4 августа 1948, Ананьи, Италия) — итальянский куриальный кардинал и ватиканский дипломат. Титулярный архиепископ Сиде с 30 июля 1908 по 16 декабря 1935. Апостольский делегат и чрезвычайный посланник в Чили с 29 июля по 31 августа 1908. Апостольский интернунций в Чили 31 августа 1908 по 22 апреля 1914. Апостольский нунций в Австрии с 16 декабря 1922 по 16 декабря 1935. Кардинал-священник с 16 декабря 1935, с титулом церкви Санта-Мария-Нуова с 18 июня 1936 по 11 декабря 1939. Кардинал-епископ Сабины и Поджо-Миртето с 11 декабря 1939.